# Sherif Ekramy
Sherif Ekramy ِAhmed Ahmed El-Shahat (ar.:  شريف إكرامي أحمد أحمد الشحات, ur. 1 lipca 1983 w Kairze) – egipski piłkarz grający na pozycji bramkarza.
Jego ojcem jest Ekramy Ahmed El-Shahat (ar.: إكرامي أحمد الشحات) uznawany za najlepszego egipskiego bramkarza i jednego z najlepszych afrykańskich bramkarzy w historii.

## Kariera klubowa

### Młodość i Al-Ahly
Ekramy jest wychowankiem klubu Al-Ahly Kair. Był jednym z najbardziej utalentowanych graczy akademii, dlatego też w roku 2002, w wieku 19 lat, został włączony do kadry seniorskiego zespołu. Był drugim bramkarzem klubu i rezerwowym dla reprezentanta kraju, Essama El-Hadary'ego. Przez kolejne lata nie udało mu się zadebiutować.
W roku 2003 został powołany przez selekcjonera Hassana Shehatę na Młodzieżowe Mistrzostwa Świata w Piłce Nożnej 2003. Na mistrzostwach Ekramy grał jako kapitan, a jego świetne występy doprowadziły, skazywaną na porażkę, reprezentację Młodych Faraonów do 1/8 finału. Po wymagającej grze z reprezentacją Argentyny, Egipcjanie przegrali 2:1 po dogrywce. Świetne występy na młodzieżowym mundialu spowodowały, że skauci europejskich zespołów, zwrócili uwagę na młodego bramkarza.

### Feyenoord
Latem 2005, po sezonie, Sherif przeniósł się do holenderskiego Feyenoordu, gdzie spotkał się z byłym kolegą z Al-Ahli Hossamem Ghalym. W Eredivisie zadebiutował 2 kwietnia 2006 w wygranym 4:2 meczu z FC Twente. W sezonie 2005/2006 w Feyenoordzie był rezerwowym dla Maikela Aertsa oraz Patricka Lodewijksa i rozegrał trzy mecze. W sezonie 2006/2007 pierwszym bramkarzem Feyenoordu został Henk Timmer, a Ekramy jako jego zmiennik zagrał również w 3 ligowych meczach.

### Wypożyczenie do Ankaragücü
W porównaniu do poprzednich sezonów, w kolejnym 2007/2008, rozegrał jeszcze mniej spotkań, bo tylko jeden mecz. Niezadowolony z małej ilości występów poprosił o wypożyczenie. Tak trafił do tureckiego Ankaragücü. W tym klubie nie udało mu się zadebiutować. Niezadowolony z tego faktu Ekramy postanowił więc poprosić o skrócenie wypożyczenia.

### Powrót do ojczyzny
Ekrami nie przedłużył kontraktu z Feyenoordem. Mówiło się o zainteresowaniu jego osobą klubów niemieckiej Bundesligi. Jednakże niespodziewanie podpisał kontrakt z egipskim El Gouna FC. W barwach tego klubu rozegrał 9 spotkań.

### Powrót do Al-Ahly
W następnym sezonie powrócił do swojego pierwszego klubu, kairskiego Al-Ahly.
| Sezon   | Klub         | Kraj     | Rozgrywki                   | Mecze | Bramki |
| ------- | ------------ | -------- | --------------------------- | ----- | ------ |
| 2003/04 | Al-Ahly Kair | Egipt    | Ad-Dauri al-Misri al-Mumtaz | 0     | 0      |
| 2004/05 | Al-Ahly Kair | Egipt    | Ad-Dauri al-Misri al-Mumtaz | 0     | 0      |
| 2005/06 | Feyenoord    | Holandia | Eredivisie                  | 3     | 0      |
| 2006/07 | Feyenoord    | Holandia | Eredivisie                  | 3     | 0      |
| 2007/08 | Feyenoord    | Holandia | Eredivisie                  | 1     | 0      |
| 2008/09 | Ankaragücü   | Turcja   | Süper Lig                   | 0     | 0      |
| 2008/09 | El Gouna FC  | Egipt    | Ad-Dauri al-Misri al-Mumtaz | 9     | 0      |
| 2009/10 | Al-Ahly Kair | Egipt    | Ad-Dauri al-Misri al-Mumtaz | 16    | 0      |
| 2010/11 | Al-Ahly Kair | Egipt    | Ad-Dauri al-Misri al-Mumtaz | 7     | 0      |
| 2011/12 | Al-Ahly Kair | Egipt    | Ad-Dauri al-Misri al-Mumtaz | 14    | 0      |
| 2012/13 | Al-Ahly Kair | Egipt    | Ad-Dauri al-Misri al-Mumtaz | 15    | 0      |
| 2013/14 | Al-Ahly Kair | Egipt    | Ad-Dauri al-Misri al-Mumtaz | 19    | 0      |
| 2014/15 | Al-Ahly Kair | Egipt    | Ad-Dauri al-Misri al-Mumtaz | 18    | 0      |
| 2015/16 | Al-Ahly Kair | Egipt    | Ad-Dauri al-Misri al-Mumtaz | 26    | 0      |
| 2016/17 | Al-Ahly Kair | Egipt    | Ad-Dauri al-Misri al-Mumtaz | 30    | 0      |
| 2017/18 | Al-Ahly Kair | Egipt    | Ad-Dauri al-Misri al-Mumtaz | 7     | 0      |

Uwaga: Powyższa tabela zawiera jedynie spotkania lig krajowych.

## Kariera reprezentacyjna
14 maja 2018 został powołany do szerokiego składu reprezentacji Egiptu na Mistrzostwa Świata 2018. 6 czerwca 2018 został uwzględniony w oficjalnie zgłoszonej, 23-osobowej kadrze na Mundial.

## Osiągnięcia

### Klubowe
Al-Ahly
- Mistrzostwo Egiptu: 2009/2010, 2010/2011, 2013/2014, 2015/2016, 2016/2017, 2017/2018
- Puchar Egiptu: 2016/2017
- Superpuchar Egiptu: 2010, 2011, 2014, 2015, 2017
- Afrykańska Liga Mistrzów: 2012, 2013
- Afrykański Puchar Konfederacji: 2014
- Afrykański Super Puchar: 2013, 2014

### Reprezentacyjne
- Finalista Pucharu Narodów Afryki: 2017